# Chlorops signata
Chlorops signata är en tvåvingeart som beskrevs av Dely-draskovits 1978. Chlorops signata ingår i släktet Chlorops och familjen fritflugor.
Artens utbredningsområde är Ungern. Inga underarter finns listade i Catalogue of Life.